# Зінкевич Осип Степанович
Зінкевич Осип Степанович (4 січня 1925, с. Малі Микулинці нині у межах с. Потічок Снятинського району Івано-Франківської області — 18 вересня 2017) — український літературознавець, видавець. Голова правління українського незалежного видавництва «Смолоскип», член Вашинґтонського Комітету Гельсінкських Ґарантій для України. Член Національної спілки письменників України (1994), член редколеґії газети «Літературна Україна». Організатор і перший голова Музею-архіву українського самвидаву в Україні (1998). Упорядник «Енциклопедії дисидентського руху» (2010). Кавалер орденів «За заслуги» ІІІ ступеня(1997) та князя Ярослава Мудрого V ступеня (2010).
За фахом — гірник, хімік.

## Життєпис
Народився в селянській родині. Батько Степан був вояком Українських Січових Стрільців. Служив у військовій формації полк. Євгена Коновальця.
В 1941 р. вступив до ОУН-м. В 1943 р. закінчив торгівельну школу у Снятині.
О. Зінкевич опинився після війни у Західній Німеччині. Навчався в таборі біженців в Учительській семінарії, яку закінчив з дипломом учителя. Працював на вугільній шахті в північній Франції. Після вибуху в шахті 36 годин перебував у завалі. 1949 р. Зінкевич потрапив у Париж. Як біженець отримав Міжнародну стипендію для здобуття освіти, того ж року вступив у Паризький інститут індустрійної хімії, який закінчив 1954 р. Працював у Парижі як хімік, був активним у студентських організаціях — Українська студентська громада, «Зарево», ЦеСУС (Центральний союз українського студентства).
У паризькій газеті «Українське слово» разом з іншими студентами заснував сторінку «Смолоскип», яка згодом перетворилася на самостійний журнал.
1956 р. з дружиною та двома дітьми переїхав до США, де вже жили сестра, мати і батьки дружини. Отримав роботу в лабораторії Дж. Гопкінс університету в Балтиморі, згодом кілька разів міняв роботу і 15 років до виходу на пенсію працював директором дослідної хімічної лабораторії.
Переїхавши у США, Зінкевич продовжував видавати журнал «Смолоскип», створив видавництво «Смолоскип», яке згодом прибрало ім'я Василя СИМОНЕНКА.
Найзначнішими виданнями «Смолоскипа», над якими працював З., були п'ятитомник творів Миколи Хвильового, збірник Леся Курбаса, книжки Михайла ОСАДЧОГО, Ігоря КАЛИНЦЯ, Миколи Холодного, Олеся БЕРДНИКА, Данила ШУМУКА, Луки Карого, Валентина Мороза (українською і англійською мовами), «Українські вісники» В'ячеслава ЧОРНОВОЛА, а особливо ж видання матеріалів Української Гельсінкської Групи.
У 1976 році увійшов до складу Вашинґтонського Комітету Гельсінкських Ґарантій для України. Комітет очолив голова правління «Смолоскипа» д-р Андрій Зварун (Нью-Йорк), а його членами стали представники комітетів оборони українських політв'язнів у США — Андрій Фединський (Клівленд), Уляна Мазуркевич (Філадельфія), д-р Ігор Кошман (Нью Джерзі), Богдан Ясень (Юрій Саєвич, Вашингтон), Осип Зінкевич (Балтимор), Ігор Ольшанівський (Ньюарк), Андрій Каркоць (Міннеаполіс), Юрій Дейчаківський і Андрій Грушкевич (Вашингтон), Маруся Зарицька і Мирослава Стефанюк (Детройт).
Комітет активно діяв для України.
У 1990 р. Зінкевич відвідав Україну, а 1991 оселилися з дружиною Надією в Києві, зберігаючи американське громадянство. 1992 р. переніс видавництво «Смолоскип» у Київ.
Зінкевич — організатор і перший голова Музею-архіву українського самвидаву в Україні (1998). Член НСПУ (1994), член редколеґії газети «Літературна Україна». 1997 р. нагороджений орденом «За заслуги» ІІІ ступеня, а в 2010 р. — Орденом князя Ярослава Мудрого V ступеня.
Має з дружиною Надією трьох синів — Аркадій, Віталій і Яромир.

## Доробок
Автор творів «З генерації новаторів» (1967), «Погром українських письменників», «Українські олімпійські чемпіони»; упорядник
книг «Український правозахисний рух», «Українська Гельсінська Група», творів Миколи Хвильового у 5 томах, творів О. Ольжича, О. Теліги, читанок для дітей.
- Осип Зінкевич. З генерації новаторів: Світличний і Дзюба: У джерел модерної української критики. — Балтимор: Смолоскип, 1967. — 243 с.
- Ліна Костенко. Поезії. / Упоряд. Осип Зінкевич. — Балтимор: Смолоскип, 1968. — 357 с.
- Микола Хвильовий. Твори: У 5 т. / Гол. ред., Григорій Костюк, упоряд. Осип Зінкевич. — Нью-Йорк-Балтимор-Торонто: Смолоскип. — Т. І. — 1977. — 438 с., Т. ІІ. — 1978. — 410 с., Т. ІІІ. — 1982. — 506 с., Т. ІУ. — 1983. — 664 с., Т. У. — 1986. — 834 с.
- Нездоланний дух: Мистецтво і поезія українських жінок-політв'язнів в СРСР. Альбом. Двомовне українсько-англійське видання. / Укр. текст Богдана Арея (Осипа Зінкевича), перекл. Богдана Ясеня (Юрія Саєвича), худ. оформл. Тараса Горалевського. — Торонто-Балтимор: Смолоскип, 1977. — 136 с.
- Український правозахисний рух: Документи й матеріяли київської Української Гельсінкської Групи. / Передм. Андрія Зваруна, упоряд. Осип Зінкевич. — Торонто-Балтимор: Смолоскип, 1978. — 480 с.
- Олесь Бердник. Свята Україна. / Упоряд. Богдан Арей (Осип Зінкевич). — Торонто-Балтимор: Смолоскип, 1980. — 206 с.
- The Human Rights Movement in Ukraine: Documents of the Ukrainian Helsinki Group, 1976—1980. / Упоряд. Осип Зінкевич, перкл. Лесі Верби (Дарії Стець), Богдана Ясеня (Юрія Саєвича), вступна стаття Ніни Строкатої, передм. Андрія Зваруна. — Балтимор-Вашингтон-Торонто: Смолоскип, 1980. — 277 с.
- Інформаційні бюлетені Української Громадської групи сприяння виконанню Гельсінкських угод: Випуски: 1978 — ч. 1, ч. 2, 1979 — березень, ч.1, 1980 — ч. 1, ч. 2. / Упоряд. Осип Зінкевич, післяслово Ніни Строкатої. — Торонто-Балтимор: Смолоскип, 1981. — 199 с.
- Микола Холодний. Про душу в пісні та пісню в душі. / Упоряд. Осип Зінкевич. — Балтимор-Торонто: Смолоскип, 1981. — 139 с.
- Олекса Тихий. Роздуми: Збірник статей, документів, роздумів. / Упоряд. Осип Зінкевич. — Балтимор-Торонто: Смолоскип, 1982. — 80 с.
- Українська Гельсінкська Група. 1978—1982: Документи і матеріяли. / Упоряд., передм. Осипа Зінкевича. — Торонто-Балтимор: Смолоскип, 1983. — 998 с.
- Мартирологія українських церков. Т. І: Українська Православна Церква: Документи, матеріяли, християнський самвидав України. / Упоряд. Осип Зінкевич, Олександер Воронин, слово митр. Мстислава, передм. Аркадія Жуковського. — Торонто-Балтимор: Смолоскип, 1987. — 1208 с.
- Мартирологія українських церков. Т. ІІ: Українська Католицька Церква. / Упоряд. Осип Зінкевич, свящ. Тарас Лончина. — Торонто-Балтимор: Смолоскип, 1985. — 839 с.
- Василь Стус в житті, творчості, спогадах та оцінках сучасників. / Упоряд. Осип Зінкевич, Микола Француженко. — Балтимор-Торонто: Смолоскип, 1987. — 463 с.
- A Thousand Years of Christianity in Ukraine: An encyclopedic chronology. / Упоряд., ред. Осип Зінкевич, Андрій Сороковський. — Балтимор-Торонто. — 1988. — 312 с.
- Лесь Курбас: У театральній діяльності, в оцінках сучасників. Документи. / Голов. Ред., вступн. ст., прим. проф. Валеріяна Ревуцького, упоряд., передм., Осипа Зінкевича. — Торонто-Балтимор: Смолоскип, 1989. — 1026 с.
- Тисячоліття християнства в Україні: Урочистості 1988 року. / Гол. ред. Осип Зінкевич, гол. редколегії д-р Юрій Солтис. — Крайовий Комітет Тисячоліття Християнства в Україні. — Нью-Йорк, 1992. — 524 с.
- Українське дошкілля: Збірка для читання і розповідання дітям старшого дошкільного і молодшого шкільного віку. / Упоряд. Надія і Осип Зінкевичі. — К.: Смолоскип, 2002. — 558 с. ІІ
- Енциклопедія дисидентського руху / Упоряд. Осип Зінкевич. — К.: Смолоскип, 2010.